# Max Degebrodt
Max Degebrodt (* 30. Mai 1885 in Berlin; † 16. November 1976 ebenda) war ein deutscher Landschaftsmaler des Spätimpressionismus.

## Leben und Werk
Nach Ausbildung zum Dekorationsmaler studierte er bei Ernst Oppler, Paul Vorgang und Lovis Corinth an der Berliner Kunstakademie. Er wirkte zwölf Jahre als Mitglied der Deputation für Kunst und Bildung beim Magistrat von Berlin. Degebrodt lebte von 1920 bis 1945 in Grünheide und von 1945 bis 1955 in Havelberg. Seine Bilder finden sich im In- und Ausland, im Kunsthandel, in privatem und öffentlichem Besitz (Prignitz-Museum, Havelberg).

## Rezeption
Im Herbst 2008 fand eine erste Retrospektive mit 60 Gemälden aus der Zeit von 1920 bis 1960 im Prignitz-Museum und im Havelberger Dom statt. Eine weitere folgte im Winter 2008/09 im Regionalmuseum Burg Beeskow. Seit dem 18. November 2011 zeigt der Heimatverein Grünheide/Mark eine Dauerausstellung mit 25 Ölgemälden Max Degebrodts.